# سامانه جرم‌متغیر

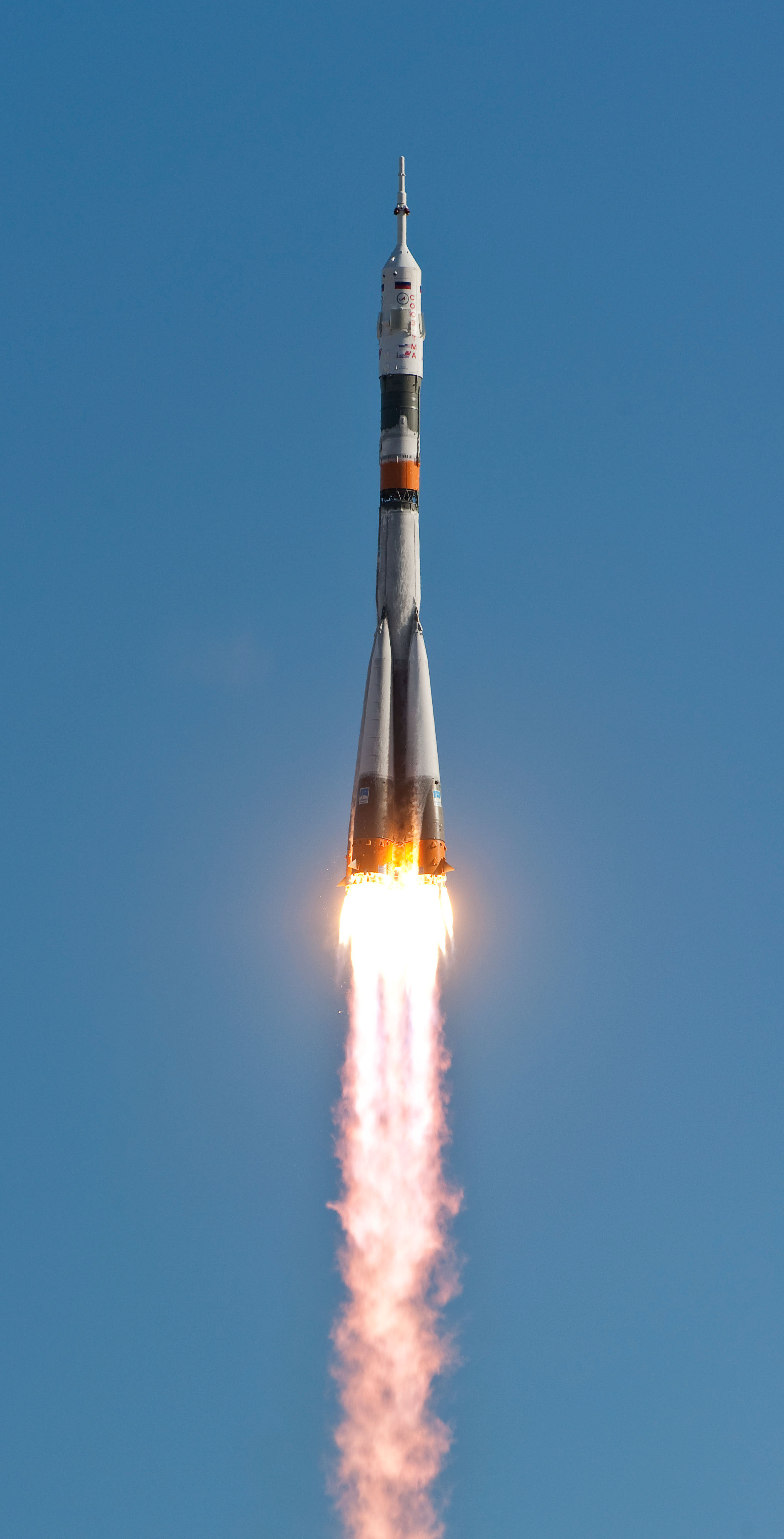
موشک‌ (راکت)هایی‌که در طول پرواز، مقادیر قابل توجهی از جرم خود را به‌عنوان سوخت از دست می‌دهند، نمونه‌ای از سامانه‌های جرم متغیر هستند.

سامانه‌ جرم متغیر، اکثراً در مسائل فیزیک راجع به وضعیت‌هایی بحث می‌شود که در آن‌ها جرم اشیا مورد نظر در خلال حرکت ثابت است، در حالی که در بسیاری از موارد چنین نیست. مانند قطرات باران که در حین سقوط قطره‌های ریزتر را جمع می‌کنند، که به افزایش جرمشان می‌انجامد. موشک‌ها با سوزاندن سوخت خود و با بیرون دادن گازهای حاصل خودشان را به جلو می‌رانند. به این ترتیب موشک‌ها در حین شتاب گرفتن جرم از دست می‌دهند، و این تغییر جرم بر حرکتشان تأثیر می‌گذارد.

## معادله سرعت
در این‌جا معادله دیفرانسیلی عمومی را به دست می‌آوریم که حرکت چنین اشیایی را توصیف می‌کند.

موشکی که جرم اولیهٔ آن به اضافه جرم سوخت مصرف نشده {\displaystyle m_{0}} است و در یک لحظه که جرم آن {\displaystyle m} باشد سرعت در آن لحظه از رابطه زیر قابل محاسبه است.
{\displaystyle v=v_{0}+V.ln{\frac {m_{0}}{m}}}
که در آن {\displaystyle m_{0}} جرم اولیهٔ موشک، {\displaystyle v_{0}} سرعت اولیه، و همچنین {\displaystyle m} جرم در هر زمان و {\displaystyle v} سرعت در هر لحظه است. {\displaystyle V} نیز سرعت پرتاب شدن سوخت نسبت به موشک است.
به دلیل ماهیت تابع لگاریتمی، لازم است نسبت جرم سوخت به جرمی که موشک حمل می‌کند خیلی بزرگ باشد تا به سرعت زیادی برسد که برای پرتاب ماهواره‌ها ضروری است.

### پرتاب ماهواره به دور زمین از پایگاه کِلپ کاناورال
سرعت ماهواره در مداری دایره‌ای در نزدیکی زمین حدود ۸ کیلومتر بر ثانیه است. ماهواره‌ها به سمت شرق پرتاب می‌شوند تا از چرخش زمین حول محور خودش بهره گرفته‌شود. برای نقطه‌ای در نزدیکی خط استوا، سرعت چرخشی تقریباً عبارت است از
{\displaystyle \omega R}
که مقدار عددی آن حدوداً
{\displaystyle 0.5km/s}
است؛ مثلاً اگر بگیریم
{\displaystyle V=3km/s}
, در این صورت، نسبت جرمی به کمک معادله بالا، برای اینکه موشک بعد از پرتاب از زمین به سرعت مداری لازم برسد، عبارت است از:
{\displaystyle {\frac {m_{0}}{m}}=\exp {({\frac {v-v_{0}}{V}})}=\exp {({\frac {8-0.5}{3}})}=e^{2.5}=12.2}
به این ترتیب، فقط حدود ۸ درصد از جرم کل اولیه {\displaystyle m_{0}} را موشک حمل می‌کند.

## اثر گرانش
همان‌طور که ملاحظه می‌شود مقدار زیادی سوخت لازم است تا محموله کوچکی را در مدار زمینی پایین (LEO) قرار گیرد، حتی اگر آثار گرانشی و مقاومت هوا وجود نداشته باشد.
اما با این حال نمی‌توانیم از اثر گرانشی چشم‌پوشی کنیم، زیرا در این صورت پیچیدگی مسئله قرار دادن جسمی در مدار را دو چندان می‌کند.
در این حالت داریم:
{\displaystyle {\frac {m_{F}}{m_{R}+m_{p}}}=e^{({\frac {v_{f}}{V}}+{\frac {\tau _{B}}{\tau _{s}}})}-1}
که در آن {\displaystyle m_{R}} = جرم موشک، {\displaystyle m_{p}} = جرم محموله و {\displaystyle m_{F}} = جرم سوخت است و همچنین {\displaystyle \tau _{B}} مدت زمان سوختن سوخت تا زمان اتمام آن بوده و {\displaystyle \tau _{s}} ضربه مخصوص موتور موشک نام گرفته و عبارت است از {\displaystyle \tau _{s}={\frac {V}{g}}}.
زمان پایان یافتن سوخت موشکی که محموله را در مدار LEO قرار می‌دهد، حدود ۶۰۰s است. با قرار دادن اعداد در معادله بالا به این نتیجه می‌رسیم:
{\displaystyle {\frac {m_{F}}{m_{R}+m_{p}}}=e^{(2.67+2.00)}-1\approx 105}
به بیان دیگر، ۱۰۵ کیلوگرم سوخت لازم است تا ماده‌ای به جرم یک کیلوگرم در مدار قرار گیرد.

## موشک‌های چند مرحله‌ای
همان‌طور که گفته شد ۱۰۵ کیلوگرم به ازای هر کیلوگرم محموله سوخت نیاز است در حالی که این نسبت بزرگتر از نسبتی است که معمولاً لازم می‌شود. به عنوان مثال برای ساترن{\displaystyle V} این مقدار ۳۲ کیلوگرم برای هر کیلوگرم ماده بود و این موشک توانست ۱۰۰ کیلوگرم را در مدار قرار دهد. چرا نتیجهٔ ما ۳ برابر بزرگتر است؟
در ساترن{\displaystyle V} از یک موشک دو مرحله‌ای و کارآمدتر استفاده شده بود. مخزن‌هایی که سوخت مرحله اول در آن‌ها جای داده شده بود، پس از اینکه احتراق مرحله اول کامل شد از آن جدا شدند؛ بنابراین جرمی که بی‌استفاده است دیگر در مدار قرار نخواهد گرفت، که این خود تا مقدار زیادی سوخت کل لازم را کاهش می‌دهد.